# 앨릭스 이워비
앨릭샌더 추카 "앨릭스" 이워비(영어: Alexander Chuka "Alex" Iwobi, 1996년 5월 3일~)는 나이지리아의 축구 선수로 현재 잉글랜드 프리미어리그의 풀럼 FC에서 윙어, 공격수로 활약하고 있으며 나이지리아 대표팀 출신 전 축구 선수인 제이제이 오코차의 조카로도 알려져 있다.
나이지리아 라고스에서 태어났으며, 4살 때 잉글랜드로 이사했다.
그는 2004년부터 2015년까지 아스널 유스팀에서 활약했으며, 2015년 10월 27일 셰필드 웬즈데이과의 리그컵 16강전에서 첫 성인 대표팀 데뷔전을 치렀다.

## 수상 및 주요 성적

### 클럽
아스널 FC
- 잉글랜드 프리미어리그 : 준우승 (2015-16)
- 잉글랜드 FA컵 : 우승 (2016-17)
- EFL컵 : 준우승 (2017-18)
- UEFA 유로파리그 : 준우승 (2018-19), 4강 (2017-18)
- FA 커뮤니티 실드 : 우승 (2015, 2017)

### 국가대표팀
잉글랜드 U-16
- 빅토리 실드 : 우승 (2011)

 나이지리아
- 아프리카 네이션스컵 : 3위 (2019)

### 개인 수상
- 아프리카 올해의 영플레이어상 : 2016
- 아프리카 올해의 팀 : 2016
- 에버턴 FC 올해의 선수 : 2023